# Mexico Songs

Logo de Billboard

Mexico Songs es una lista de éxitos musicales de México, publicada por la revista Billboard desde febrero de 2022. Es actualizada todos los miércoles en el sitio web de Billboard. Forma parte de la colección de listas Hits of the World de Billboard, que clasifica las 25 canciones más reproducidas semanalmente en 40 países de todo el mundo. Las canciones se clasifican en base una fórmula que incorpora las reproducciones oficiales en los niveles de suscripción y con publicidad de las plataformas de música de streaming.
Es la segunda lista de éxitos musicales mexicana creada por Billboard, acompañando a Mexico Airplay, también fue la segunda lista mexicana para canciones reproducidas en streaming después del Top Streaming Semanal de Asociación Mexicana de Productores de Fonogramas y Videogramas (AMPROFON).

## Lista de canciones número uno
2022 · 2023 · 2024

## Hitos de canciones

### Más semanas en el número uno
| Canción                                 | Artista                                   | Semanas |
| --------------------------------------- | ----------------------------------------- | ------- |
| «Lady Gaga»                             | Peso Pluma, Gabito Ballesteros & Junior H | 13      |
| «La Diabla»                             | Xavi                                      | 13      |
| «Quevedo: Bzrp Music Sessions, Vol. 52» | Bizarrap y Quevedo                        | 12      |
| «No Se Va»                              | Grupo Frontera                            | 11      |
| «Ella Baila Sola»                       | Eslabon Armado & Peso Pluma               | 10      |
| «Me Porto Bonito»                       | Bad Bunny y Chencho Corleone              | 8       |
| «Harley Quinn»                          | Fuerza Regida & Marshmello                | 7       |

## Hitos de artistas

### Más canciones número uno
| Artista       | Canciones número uno |
| ------------- | -------------------- |
| Peso Pluma    | 5                    |
| Bad Bunny     | 5                    |
| Fuerza Regida | 4                    |
| Karol G       | 3                    |
| Bizarrap      | 3                    |

### Más semanas en el número uno
| Artista            | Semanas número uno |
| ------------------ | ------------------ |
| Peso Pluma         | 29                 |
| Bizarrap           | 19                 |
| Gabito Ballesteros | 15                 |
| Junior H           | 13                 |
| Xavi               | 13                 |
| Quevedo            | 12                 |
| Grupo Frontera     | 12                 |
| Bad Bunny          | 12                 |
| Fuerza Regida      | 12                 |
| Eslabon Armado     | 10                 |